# Siège de Gaza (2023-2025)
Pour les articles homonymes, voir Siège de Gaza.
Guerre de Gaza depuis 2023
Batailles
Chronologie
- 2023
- 2024

Engagements militaires
- Attaque du Hamas contre Israël
  - Réïm
  - Sdérot
  - Sufa
  - Zikim
- Guerre Israël-Hezbollah
  - Invasion israélienne du Liban
- Invasion israélienne de la bande de Gaza
  - Beit Hanoun
  - Siège de Gaza
    - Hôpital Al-Shifa
    - Shuja'iyya

  - Khan Younès
- Incursions israéliennes en Cisjordanie
- Rafah

Attaques et massacres
- Festival de musique de Réïm
- Netiv HaAsara
- Alumim
- Be'eri
- Ein Hashlosha
- Holit
- Kfar Aza
- Kissoufim
- Nahal Oz
- Nir Oz
- Nirim
- Nir Yitzhak
- Camp de Jabaliya
  - Attaque du 31 octobre
- Al-Shati
- Tour Hajji
- Évacuations de Gaza
- Poste de frontière d'Erez
- Hôpital Al-Ahli Arabi
- École de l'UNRWA
- Église Saint-Porphyre
- Convoi médical d'Al-Shifa
- Camp d'Al-Maghazi
- École Al-Buraq
- Massacre de la farine
- Tel al-Sultan

Débordement
- Implication des Houthis
  - Attaques de Taba et Nuweiba
  - Détournement du Galaxy Leader
  - Opération Gardien de la prospérité
  - Attaque du Maersk Hangzhou
  - Frappes au Yémen
  - Opération Aspides
- Attaques des bases américaines au Proche-Orient
  - Tour 22
  - Bombardements du 3 février 2024
- Assassinat de Saleh al-Arouri
- Conflit Iran-Israël
  - Damas
  - Bombardements d'avril 2024
  - Bombardements d'octobre 2024

Voir aussi
- Crise humanitaire
- Enlèvements
- Blocus de la bande de Gaza
- Crimes de guerre
- Pertes humaines
- Évacuations
  - Nord de la bande de Gaza
- Couverture médiatique
- Réactions internationales
- Manifestations
- Anti-palestinisme
- Islamophobie
- Antisémitisme

Le siège de Gaza est une bataille ayant lieu sous la forme d'un siège de novembre 2023 à janvier 2025, lorsque l'armée israélienne encercle puis pénètre dans la ville de Gaza. Ces actions font partie de l'invasion israélienne de la bande de Gaza, contre-attaque à l'attaque du Hamas contre Israël le 7 octobre, pendant la guerre de Gaza.
Ville la plus peuplée de la bande de Gaza, la bataille débute lorsqu'Israël et le Hamas s'affrontent dans un combat urbain le 30 octobre 2023. Le siège s'achève finalement le 19 janvier 2025 avec la mise en œuvre d'un cessez-le-feu entre Israël et le Hamas conclu quelques jours avant, le Hamas conservant le contrôle de la capitale de la bande de Gaza,.

## Déroulement

### Encerclement de la ville (2 – 10 novembre 2023)
Le 2 novembre, les troupes israéliennes encerclent la ville de Gaza alors que le nombre de morts palestiniens dépasse les 9 000. Le même jour, le cabinet de guerre israélien décide que seront renvoyés à Gaza tous les travailleurs palestiniens travaillant en Israël le jour du début de la guerre, parmi les 18 500 bénéficiant d'un permis de travail, afin de couper tout lien avec cette ville.
Les troupes israéliennes rencontrent une vive résistance en avançant vers les portes de la ville. Les combattants du Hamas et du Jihad islamique palestinien mènent des embuscades contre les chars israéliens, avant de retourner dans leur vaste réseau souterrain. L'armée israélienne indique avoir perdu le commandant de son 53e bataillon dans la bataille, qui serait l'officier israélien le plus haut gradé tué depuis le début des opérations terrestres israéliennes dans la bande de Gaza le 27 octobre. Ce combat de type guérilla amène Israël à mener une guerre terrestre au lieu de compter sur sa puissante force aérienne doté d’avion de cinquième génération, notamment les F-35 pour bombarder les cachettes du Hamas à Gaza depuis les airs.
Israël reconnait la « préparation avancée » du Hamas pour la bataille, affirmant rencontrer « des champs de mines et des pièges », entravant l'accès à la ville. Selon un habitant de la ville de Gaza, Israël bombarde massivement la ville la nuit mais n'a toujours pas réussi à franchir les limites de la ville.
Une frappe aérienne israélienne détruit un immeuble résidentiel dans le camp de réfugiés de Bureij, au sud de la ville de Gaza, tuant au moins 15 personnes et en ensevelissant des dizaines d'autres sous les décombres. La frappe aérienne a lieu dans la zone sud de la bande de Gaza, vers laquelle Israël avait ordonné aux habitants du nord de Gaza d'évacuer le 13 octobre. Le même jour, des frappes aériennes israéliennes bombardent une zone de tours d'habitation dans le quartier de Tel al-Hawa, à seulement 100 mètres de l'hôpital Al-Quds, selon la société palestinienne du Croissant-Rouge.
Le 3 novembre, un missile de drone israélien frappe un convoi médical d'ambulances transportant 15 à 20 patients grièvement blessés devant l'hôpital Al-Shifa. Le convoi se dirigeait vers le poste frontière de Rafah pour se faire soigner à l'étranger. Le même jour, une frappe aérienne israélienne bombarde dans le nord de Gaza l’école Oussama ben Zaid, tuant plus de 20 personnes. Selon l'UNRWA, au moins 1 000 personnes se sont réfugiées dans l'école depuis le début de la guerre,,.
Israël affirme avoir perdu 18 soldats et tué des dizaines de militants du Hamas le 3 novembre.
Le 4 novembre, les forces israéliennes bombardent l'école al-Fakhoora gérée par l'ONU dans le camp de réfugiés de Jabalia, qui abritait des personnes déplacées, tuant au moins 15 personnes et en blessant 54 autres, pour la plupart des femmes et des enfants. Israël cible également des panneaux et des générateurs solaires, notamment des panneaux solaires situés au sommet des hôpitaux. Il s'agit de la seule source d'électricité à Gaza depuis le début du blocus de la bande de Gaza le 9 octobre. L'armée israélienne bombarde les mosquées Ali bin Abi Talib et Al-Istijabah dans le quartier d'al-Sabra. Selon les brigades Izz al-Din al-Qassam, leurs combattants ont tué cinq soldats israéliens dans un bâtiment au nord-ouest de la ville de Gaza, après avoir attaqué ces forces avec des mitrailleuses et des bombes.
Les militants du Hamas déclarent combattre sur plusieurs fronts, notamment au nord-ouest et au sud de la ville de Gaza, à Beit Hanoun et au nord-est de la bande de Gaza. Au cours des deux derniers jours, ceux-ci revendiquent la destruction de 24 véhicules militaires israéliens (notamment à l'aide d'obus Al-Yassin 105), dont un char, un véhicule blindé de transport de troupes et un bulldozer de combat blindé.
Le 5 novembre, les forces de défense israéliennes bombardent le camp de réfugiés d'Al-Maghazi, dans le centre de Gaza, tuant au moins 30 à 51 personnes, pour la plupart des femmes et des enfants.
Tsahal publie des images de combats près de l'hôpital Hamad, y compris des combattants du Hamas tirant depuis l'hôpital et utilisant des tunnels à proximité du bâtiment. Daniel Hagari, chef de l'unité du porte-parole de Tsahal, déclare dans un communiqué qu'Israël a entièrement encerclé la ville de Gaza ; selon les « médias israéliens », Tsahal va entrer dans la ville elle-même dans deux jours. Des coupures de communication sont également signalées à Gaza en raison des combats.
Le 7 novembre, Israël affirme avoir atteint le « cœur de la ville de Gaza », mais aucune preuve ou indication sur le terrain montrent les forces israéliennes au centre de Gaza. Le Hamas annonce infliger de lourdes pertes et dégâts aux forces israéliennes avançant. Benyamin Netanyahou suggère un plan selon lequel Israël sera responsable de la sécurité globale de Gaza « pour une durée indéterminée » après la guerre, malgré l'opposition des États-Unis,.
Le 8 novembre, 50 000 Gazaouis ont fui vers le sud via la fenêtre d'évacuation selon le gouvernement israélien, au milieu des combats entre le Hamas et les forces israéliennes dans la ville de Gaza. Certains comparent les mouvements de masse à la Nakba de 1948. Tsahal détruit les tunnels souterrains du Hamas et saisit des armes, dont plus de 700 RPG. Une frappe aérienne israélienne sur une maison proche d'un hôpital dans le camp de réfugiés de Jabaliya tue au moins 19 personnes. En raison du blocus total de Gaza, l'hôpital al-Quds annonce manquer de carburant et est contraint de suspendre la plupart de ses opérations, tout en subissant également des bombardements israéliens quotidiens autour du complexe médical depuis le 5 novembre. L'hôpital éteint son générateur principal et doit faire fonctionner un générateur plus petit pour fournir des services essentiels à ses 500 patients et aux 14 000 personnes déplacées y étant hébergées.
Le 9 novembre, Israël lance une « série de raids violents » dans le nord de la ville, créant une « ceinture de feu » dans la partie orientale du nord de Gaza, selon le ministère palestinien de l'Intérieur. Des avions israéliens bombardent plusieurs maisons à Deir el-Balah, dans le centre de Gaza, tuant au moins sept Palestiniens. Une frappe aérienne israélienne touche l'école Al-Buraq, rue Lababidi, dans le quartier d'Al-Nasr, au nord de la ville de Gaza, utilisée par l'UNRWA comme abri. Au moins 50 personnes sont tuées dans l'attaque, et de nombreux blessés signalés.
L'armée israélienne affirme avoir tué 50 combattants du Hamas dans la ville de Gaza ces derniers jours. Selon le Hamas, un soldat israélien retenu captif à Gaza a été tué et un autre blessé lors d'un raid aérien israélien sur le centre de Gaza.
Les chars israéliens encerclent plusieurs hôpitaux à Gaza selon les responsables de la santé, tandis que l'hôpital al-Shifa a été attaqué à cinq reprises au cours des dernières 24 heures. Le 10 novembre, plus de 50 % des logements de Gaza ont été détruits par les bombardements israéliens incessants, par ailleurs les hommes du Hamas ont engagé un combat contre l'IOF abattant plusieurs blindés ainsi que personnel,.

### Assaut de l'hôpital Al-Shifa et prise du Parlement (11 – 15 novembre 2023)

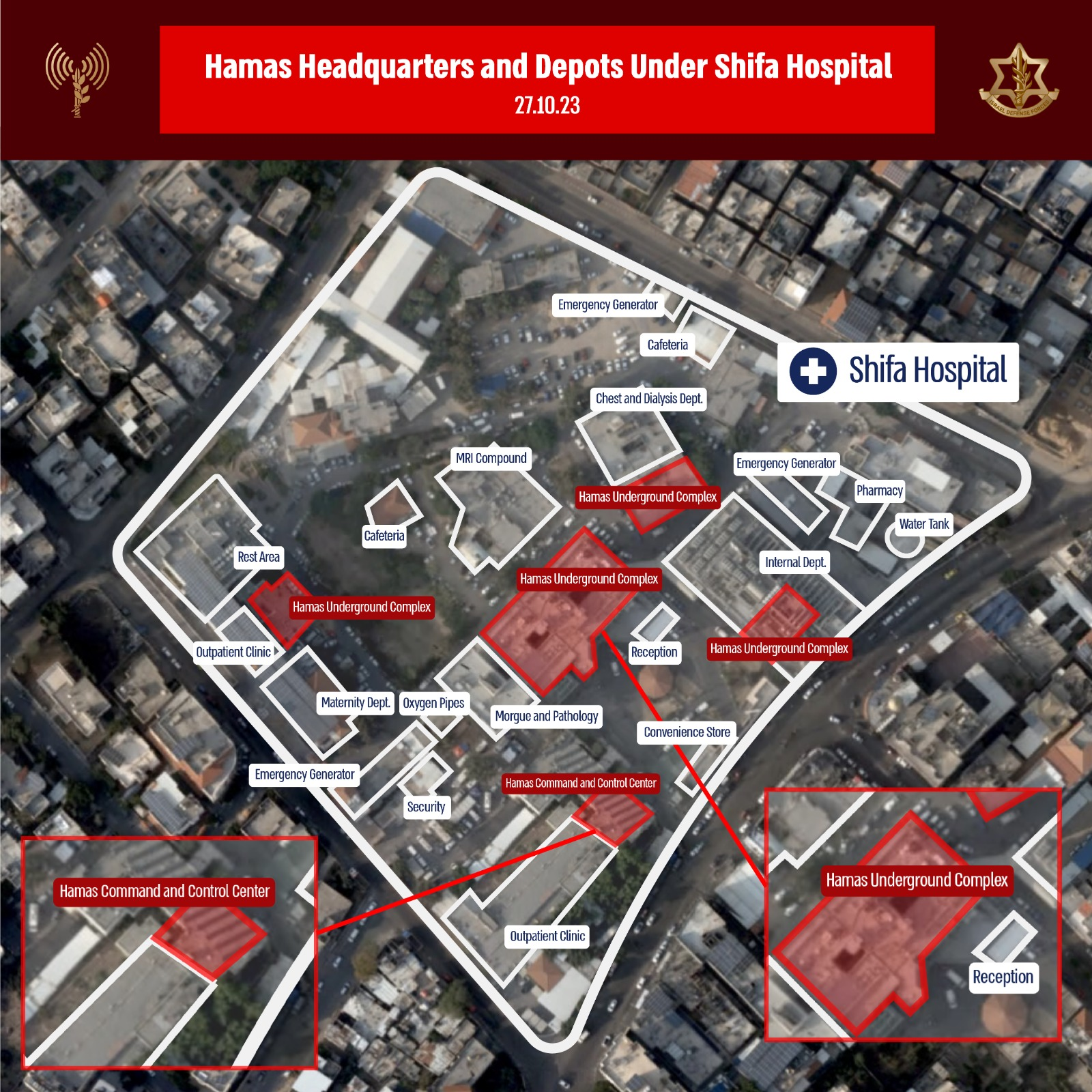
Carte publiée par l'unité du porte-parole de Tsahal alléguant l'utilisation militaire du complexe de l'hôpital al-Shifa.

À partir du 12 novembre, Tsahal commence un siège de l'hôpital Al-Shifa, le plus grand complexe médical de Gaza, sur la base de renseignements selon lesquels le centre de commandement du Hamas se trouve sous le bâtiment,. Des rapports d'attaques menées par les forces israéliennes sont rapportés, ceux-ci menant la bataille jusqu'aux portes de l'hôpital, où des milliers de blessés et de personnes déplacées demeurent coincées sous d'intenses bombardements,. La situation s’inscrit dans le cadre d’une grave crise sanitaire à Gaza. L’hôpital manque rapidement d’électricité, de nourriture et de fournitures médicales. Le dernier générateur est tombé en panne de carburant, provoquant la mort de trois bébés prématurés et de quatre autres patients.
Le 13 novembre, la brigade Golani de Tsahal occupe le parlement de la bande de Gaza, abandonné par le Hamas,. 36 soldats de la brigade se font photographiés à la tribune du parlement, plusieurs d'entre eux y brandissant le drapeau d'Israël ou celui de leur unité,. La photo est diffusée dans la soirée sur les médias sociaux.
Le 15 novembre, l'armée israélienne détruit le parlement de la bande de Gaza à l'explosif et filme la scène,,.

### Opérations dans plusieurs quartiers de Gaza (mi-novembre – décembre 2023)
Le 18 novembre, l'aviation israélienne tue plus de 80 civils dans le camp de Jabalia, au nord de Gaza.

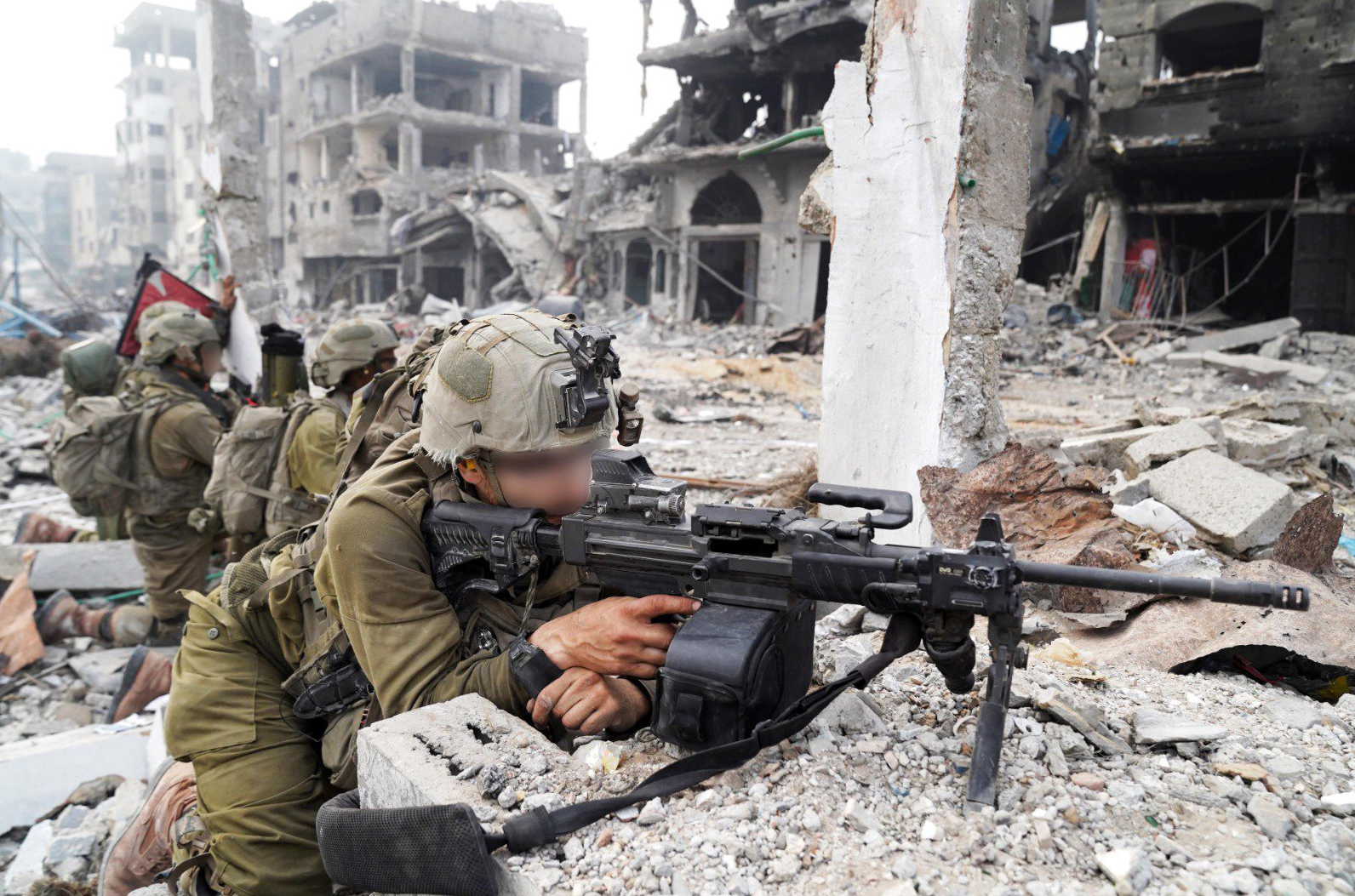
Soldats israéliens à Gaza-ville le 19 novembre 2023.

Le 20 novembre, la brigade du Nahal de Tsahal occupe le vaste complexe abritant la cour suprême et le ministère de la Justice gazaouis. Le bâtiment est détruit à l'explosif le 4 décembre suivant. Cette destruction est critiquée car elle entraîne la perte de plusieurs centaines de milliers de documents juridiques importants,.
Le 21 novembre, Tsahal déplace sa ligne de front pour encercler le camp de réfugiés de Jabalia où elle affrontent des militants palestiniens,.
Neuf soldats de Tsahal de la brigade Golani, dont le lieutenant-colonel Tomer Greenberg, sont tués dans une embuscade le 13 décembre, alors qu'ils tentent de porter assistance à un groupe de soldats pris dans une embuscade, ce qui entraîne l'une des plus grandes pertes pour l'armée depuis le début de l'opération terrestre,.
Le 18 décembre, le 13e bataillon et la 188e brigade blindée capturent la place de la Palestine dans le quartier Shuja'iyya de Gaza, en publiant des images de démolissions du monument de la guerre du Hamas qui célébrait l'embuscade d'un véhicule blindé de transport de troupes israélien lors de la bataille de Shuja'iyya en 2014. Le bataillon Shuja'iyya du Hamas est mis sous pression en raison de la destruction par Israël de ses centres de commandement et de ses infrastructures, mais le quartier demeure un bastion établi du Hamas avec de violents affrontements de rues.
Le lendemain, l'armée israélienne signale la destruction de trois bataillons du Hamas opérant à Jabaliya, le nombre de militants neutralisés dans la zone s’élevant à 1 000, bien que quelques militants combattent encore à Jabaliya. Selon l'Institut pour l'étude de la guerre et le Critical Threats Project, la brigade Nord de Gaza du Hamas a subi de lourdes pertes.
Les milices palestiniennes attaquent les avancées israéliennes à l'est de la ville de Jabaliya, les brigades al-Qassam revendiquant deux attaques contre les forces israéliennes à l'aide de roquettes thermobariques et RPG à Tal al-Zaatar, au nord de Jabaliya, ainsi que des attaques au mortier de la part des brigades Al-Qods. Les brigades des martyrs d'Al-Aqsa et les brigades Al-Nasser Salah al-Din revendiquent également des attaques contre Tsahal. Les militants palestiniens profitent de la sécurité relative du gouvernorat central pour attaquer les forces israéliennes dans et autour de la ville de Gaza.
Le 20 décembre, selon deux Think tank, le bataillon Sabra-Tal al-Islam (Tal al-Hawa) des brigades al-Qassam demeure toujours sur le front malgré les lourdes pertes. Les brigades al-Qassam poursuivent leurs attaques contre l'avancée de l'adversaire et résistent aux opérations de nettoyage derrière la ligne de front israélienne. Les attaques signalées par le Hamas comprennent une embuscade contre un convoi israélien de huit véhicules à Sabra et Tal al-Hawa et des explosions d'engins piégés antipersonnel dans le quartier de Zaytoun, au sud de la ville de Gaza.
Tsahal signale le 21 décembre une opération dans le quartier de Bakshi, au sud de la ville de Gaza, contre le bataillon Nuseirat de la brigade Centrale du Hamas. Israël commence à étendre son offensive vers le centre de Gaza, utilisée par le Hamas et ses alliés pour mener des attaques contre les forces de Tsahal dans la ville.
L'armée israélienne annonce le « contrôle opérationnel » du quartier de Shuja'iyya et la destruction du bataillon Shuja'iyya du Hamas, affirmant que l'unité n'a menée aucune attaque la semaine dernière. Cependant, d'autres milices palestiniennes continuent le combat autour de Shuja'iyya et dans les quartiers environnants, les brigades des martyrs d'Al-Aqsa et les brigades Al-Qods signalant la poursuite des combats avec ceux-ci.
Au 22 décembre, la poursuite des combats est signalée dans le quartier chic d'Al-Rimal alors que Tsahal annonce avoir localisé et détruit un vaste complexe souterrain utilisé par les dirigeants du Hamas. Les forces palestiniennes au sud de la ville de Gaza poursuivent leurs opérations pour repousser les avancées israéliennes dans le centre de la bande de Gaza depuis le sud de la ville de Gaza et les combats se poursuivent à Juhor ad-Dik où des lance-roquettes sont capturés par Tsahal.
Les forces israéliennes annoncent opérer dans Jabaliya, progressant bâtiment par bâtiment utilisés par les combattants palestiniens pour mener leurs embuscades à l'aide d'armes légères. Les brigades Al-Qods et les brigades al-Qassam revendiquent une embuscade combinée contre les forces israéliennes à l'intérieur d'une maison à l'est de Jabaliya tandis que les brigades d'Abou Ali Moustapha combattent au RPG contre Tsahal avançant dans le quartier Cheikh Radwan qui, selon l'ISW, conserve d'importantes capacités défensives de la milice palestinienne. Le bataillon Radwan est jugé efficace au combat malgré la pression intense de Tsahal.
Le 13e bataillon de la brigade Golani est retiré de la bande de Gaza pour une période de repos de 48 heures après 21 jours de combats intenses à Shuja'iyya au cours desquels l'unité signale avoir réussi à nettoyer le quartier en dénombrant 44 tués au combat depuis le 7 octobre. Selon les médias iraniens, ce retrait signifie une défaite israélienne.
La veille de Noël, les forces palestiniennes poursuivent leurs attaques dans les quartiers de Jabaliya et de Cheikh Radwan, dans la ville de Gaza, à l'aide de munitions antipersonnel, de RPG et de roquettes thermobariques. Le quartier de Cheikh Radwan reste l'un des derniers quartiers de la ville où les milices palestiniennes revendiquent continuellement des attaques quasi-quotidiennes contre les forces israéliennes.
Les forces d'opérations spéciales israéliennes ont localisé un quartier général du Hamas au sud de la ville de Gaza, composé d'un réseau de tunnels à plusieurs niveaux relié aux infrastructures d'eau et d'électricité qui permettait aux combattants de se déplacer entre différents secteurs de la ville.
Le 26 décembre, l'armée israélienne affirme avoir sécurisé deux écoles et saisi des engins piégés dans des sacs de l'UNRWA. les brigades Al-Qassam et Al-Qods résistent à Daraj al-Tuffah par des tirs combinés de tireurs d'élite et de RPG contre l'infanterie débarquée de Tsahal. La 36e division israélienne ayant combattu dans les quartiers de Zeïtoun, Shuja'iyya, Rimal et Xhati (à Gaza) est éloignée de la ville puis déployée vers le centre de la bande contre le bataillon al-Bureïj du Hamas, comptant environ 1 000 combattants.

### Tentative de nettoyage des poches de résistance (janvier 2024)
Des soldats de la brigade du Nahal (relevant de la 162e division israélienne), en collaboration avec les forces d'opérations spéciales israéliennes, découvrent le 7 janvier 2024 une importante usine d'armes lors de raids dans les quartiers d'Al-Daraj et de Tuffah. Un réseau de tunnel mène à une importante galerie de 100 mètres de long contenant un site de production de missiles où des composants d'armes de précision sont retrouvés, des images du site partagées par Tsahal montrant la conception d'un moteur de missile de croisière et d'une ogive, indiquant la possible implication iranienne dans le conflit.
Au 10 décembre, le Hamas nie avoir perdu son réseau de commandement et de contrôle dans la bande de Gaza et publie des vidéos des opérations des brigades al-Qassem dans le nord de Gaza, y compris dans le quartier Cheikh Radwan, mais les vidéos sont datées de fin décembre 2023. Selon l'ISW, le réseau de commandement et de contrôle du Hamas a été démantelé, mais ses forces présentes dans la ville de Gaza ne sont pas encore vaincues, en particulier dans le sud de la ville, où le bataillon Zaïtoun dispose d'un refuge arrière dans le gouvernorat central. D'après l'hypothèse de l'ISW, les forces du Hamas restantes dans le nord de la bande de Gaza modifient leur stratégie pour fixer les forces israéliennes dans la zone afin de les empêcher de se déplacer vers le sud.

Les forces israéliennes se sont « repositionnées » dans la ville de Gaza après s'être retirées de plusieurs quartiers de la ville au cours des deux dernières semaines. Les combattants restants du Hamas sont désormais passés en « mode guérilla » après la mort de la plupart des commandants de bataillon du mouvement armé palestinien, annonce l'armée israélienne.
Le 17 janvier 2024, alors que des forces israéliennes sont redéployées dans l’axe nord de Gaza, les brigades Al-Qassam affirment avoir tendu une embuscade à un Namer israélien, tuant plusieurs soldats. L'attaque est ensuite diffusé en ligne par le groupe paramilitaire. Le lendemain, Tsahal déclare que le Hamas a commencé à reformer des unités dans les parties occupées du nord de Gaza.
L'armée israélienne annonce le 10 février une opération de nettoyage en déployant une unité de la taille d'une division pour faire face aux infiltrations du Hamas dans le nord de Gaza, faisant 120 morts parmi les militants palestiniens. Elle fait également état de la découverte d'un prétendu « centre de données » du Hamas sous le siège de l'UNRWA en plus des armes à l'intérieur du quartier général. Selon le commissaire général de l'UNRWA Philippe Lazzarini, celui-ci n'avait aucune connaissance de l'existence du tunnel, pointant le manque d'expertise et son incapacité à inspecter les dessous des locaux.

### Retour progressif des combattants et insurrection dans le nord de Gaza (février – avril 2024)

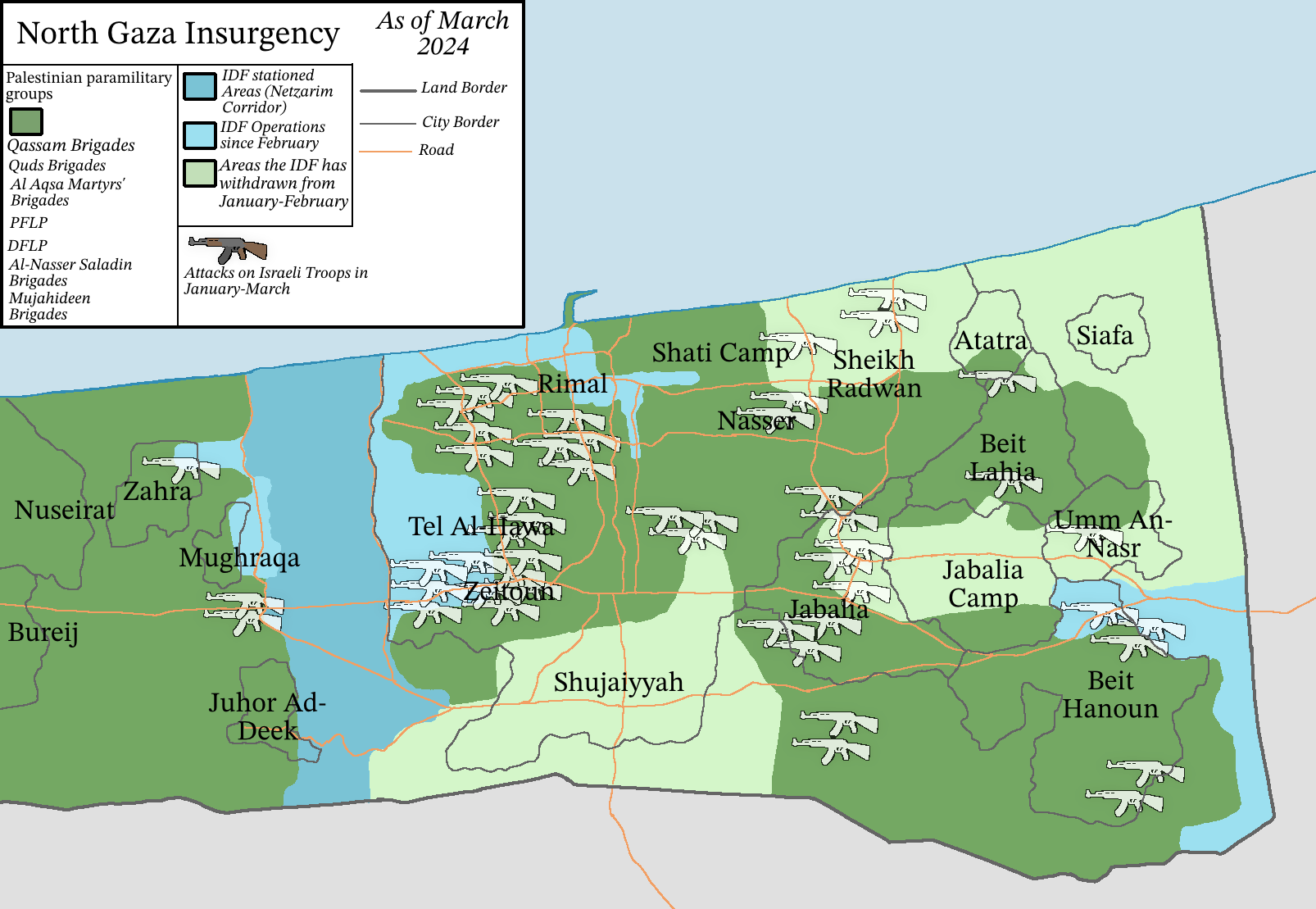
Situation militaire signalée en février 2024 dans le nord de la bande de Gaza, dont Gaza-ville.
Zones d'opérations israéliennes
Brigades al-Qassam et gouvernement du Hamas
Brigades Al-Qods
Brigades Al-Nasser Salah al-Din
Brigades des martyrs d'Al-Aqsa
FPLP
FDPLP
Brigades moudjahidines

Une insurrection éclate dans le nord de la bande de Gaza, centrée autour de la ville de Gaza assiégée après l'annonce d'Israël sur la liquidation de 12 bataillons des brigades al-Qassam le 7 janvier,. Plusieurs groupes paramilitaires, dirigés par les brigades du Hamas, commencent à réapparaître dans des territoires auparavant dégagés, démontrant l'échec d'Israël à sécuriser complètement le nord après 4 mois d'intenses bombardements et 3 mois d'invasion terrestre.

#### Offensive contre les forces d'occupation
Les brigades palestiniennes se sont réorganisées, puis ont consolidé les zones auparavant nettoyées par forces israéliennes tout en ayant réhabilité les services civils tels que les forces de police.
Les brigades Al-Qassam étendent leur offensive sur Tel al-Hawa début février, ciblant deux autres chars et une excavatrice, et documentant la traque d'un soldat d'occupation israélien avec un fusil sniper. Elles étendent ensuite leurs opérations à l'ouest de la ville de Gaza dans l'axe d'al-Taqaddum et documentent la traque d'un autre soldat israélien.

#### Opérations israéliennes à Zeitoun
Fin février, les forces israéliennes ciblent le district de Zeitoun (en), dans le sud-ouest de la ville de Gaza, avec deux brigades, annonçant attaquer les paramilitaires au corps à corps et avec des frappes de missiles.
L'armée israélienne reconnait la forte résistance des paramilitaires à Zeitoun, admettant des victimes lors de trois engagements différents contre l'adversaire le 21 février. Les combats sont principalement menés par les brigades al-Qassam et al-Qods, avec un soutien mineur de petits groupes paramilitaires.

### Reprise des attaques contre Gaza-ville (mai 2024 – décembre 2025)
L'intensité des attaques reprend dans la ville de Gaza à la mi-mai. De violents affrontements entre les forces israéliennes et le Hamas sont signalés à Gaza-ville, Jabaliya et Nousseirat, tandis que les combats se poursuivent dans et autour de Rafah, les forces terrestres israéliennes avançant dans les quartiers d'Al-Jneina et d'Al-Brasil,. Les forces israéliennes ciblent avec un drone un groupe de personnes dans les rues Al-Jalaa et Al-Oyoun, dans le centre de la ville de Gaza, provoquant au moins trois morts et des blessés. Un point d'accès Internet est également ciblé le 15 mai, tuant au moins quatre personnes et en blessant grièvement d'autres. Deux jours plus tard, un avion israélien bombarde l'école Al-Jaouni, qui abritaient des personnes déplacées dans le camp de réfugiés de Nousseirat, tuant quatre personnes.
Les 18 et 19 mai, plusieurs bombardements aériens tuent au moins 21 civils (dont des femmes et des enfants) dans plusieurs quartiers de Gaza,,. Le 21 mai, les brigades al-Qassam affirment avoir tué un nombre indéterminé de soldats israéliens dans le quartier de Tel al-Zaatar, au nord de la ville de Gaza. Un soldat israélien du bataillon 222 est blessé dans le nord de Gaza le 22 mai. Les forces israéliennes attaquent le quartier d'Az-Zawayda, tuant au moins 10 personnes, dont des femmes et des enfants,. Une attaque israélienne touche une maison appartenant à la famille Abou Zaida dans la région de Bir an-Naaja, au nord de Gaza, tuant au moins six personnes. Le 23 mai, de nouvelles frappes aériennes israéliennes auraient tué dix personnes dans la ville de Gaza.
Le 24 mai, l'armée de l'air israélienne cible une maison dans le quartier d'al-Fakhoura, près du camp de réfugiés de Jabaliya, tuant au moins cinq personnes. Une autre maison est bombardée dans le quartier de Sheikh Radwan, au nord de la ville de Gaza, tuant deux personnes. Au moins 10 personnes sont tuées dans le quartier de Shabiyah, dans la ville de Gaza. Le 27 mai, l'armée de l'air israélienne bombarde une maison appartenant à la famille al-Batran dans la région de Zarqa, au nord de la ville de Gaza, tuant cinq personnes, dont une mère enceinte et son enfant.
Le 15 juin, au moins 28 Palestiniens sont tués après un bombardement israélien contre trois maisons dans la ville de Gaza.
Le 11 juillet 2024, les équipes de secours de la ville de Gaza découvrent soixante corps de palestiniens dans les districts de Tel Al-Hawa et de Sabra après une semaine d'attaques contre la ville par les forces israéliennes.
Le 24 août, trois soldats réservistes israéliens sont tués, dans le centre de la bande de Gaza, deux dans l'explosion d'une bombe, et le troisième dans des combats.

### Cessez-le-feu et fin du siège (janvier 2025)
Un accord de cessez-le-feu entre Israël et le Hamas entre en vigueur le 19 janvier 2025. Le même jour, l'armée israélienne se retire de la totalité du nord de Gaza. Les premiers transferts d'otages israéliens détenus par le Hamas à la Croix-Rouge se déroulent dans la ville de Gaza au milieu d'une importante foule de Palestiniens en liesse. Des membres du Hamas sont déployés dans toute la ville pour l'occasion,, (notamment pour y contrôler la foule), probablement dans une démonstration de force pour démontrer qu'Israël n'a pas atteint son objectif d'« éliminer » le groupe terroriste.

## Crimes contre les civils
Selon Oxfam à la fin de 2023, environ 500 000 Palestiniens, ainsi que 200 Israéliens, sont pris au piège dans un « siège à l'intérieur d'un siège » au nord de la bande de Gaza. Fin février 2024, il ne resterait que 300 000 Palestiniens survivants encore dans la ville en ruines.

### Établissements médicaux
En temps de guerre, les installations médicales sont considérées comme des lieux protégés et leur utilisation à des fins militaires constitue un crime de guerre. Cependant, il est démontré que le Hamas utilise des hôpitaux et d’autres installations médicales telles que des ambulances, et exploite notamment un important centre de commandement et de contrôle situé sous l’hôpital Al-Shifa de Gaza-ville. Ghassan Abu-Sittah, médecin résident à al-Shifa, qualifie cette affirmation d'« excuse farfelue » pour le bombarder. En réponse aux allégations de Tsahal, le médecin norvégien Mads Gilbert déclare qu’Israël dispose d'un historique bien documenté d’attaques contre des établissements de santé civils sans jamais fournir de preuves réelles qu’ils sont utilisés à des fins militaires,. Selon Amer Abu Awash, membre de la force d'élite Nukhba du Hamas et interrogé menotté par les FDI, une grande partie des infrastructures souterraines du Hamas se trouve sous les hôpitaux, placées là pour qu'Israël « ne les frappe pas »,.

### Bombardements intensifs de la ville

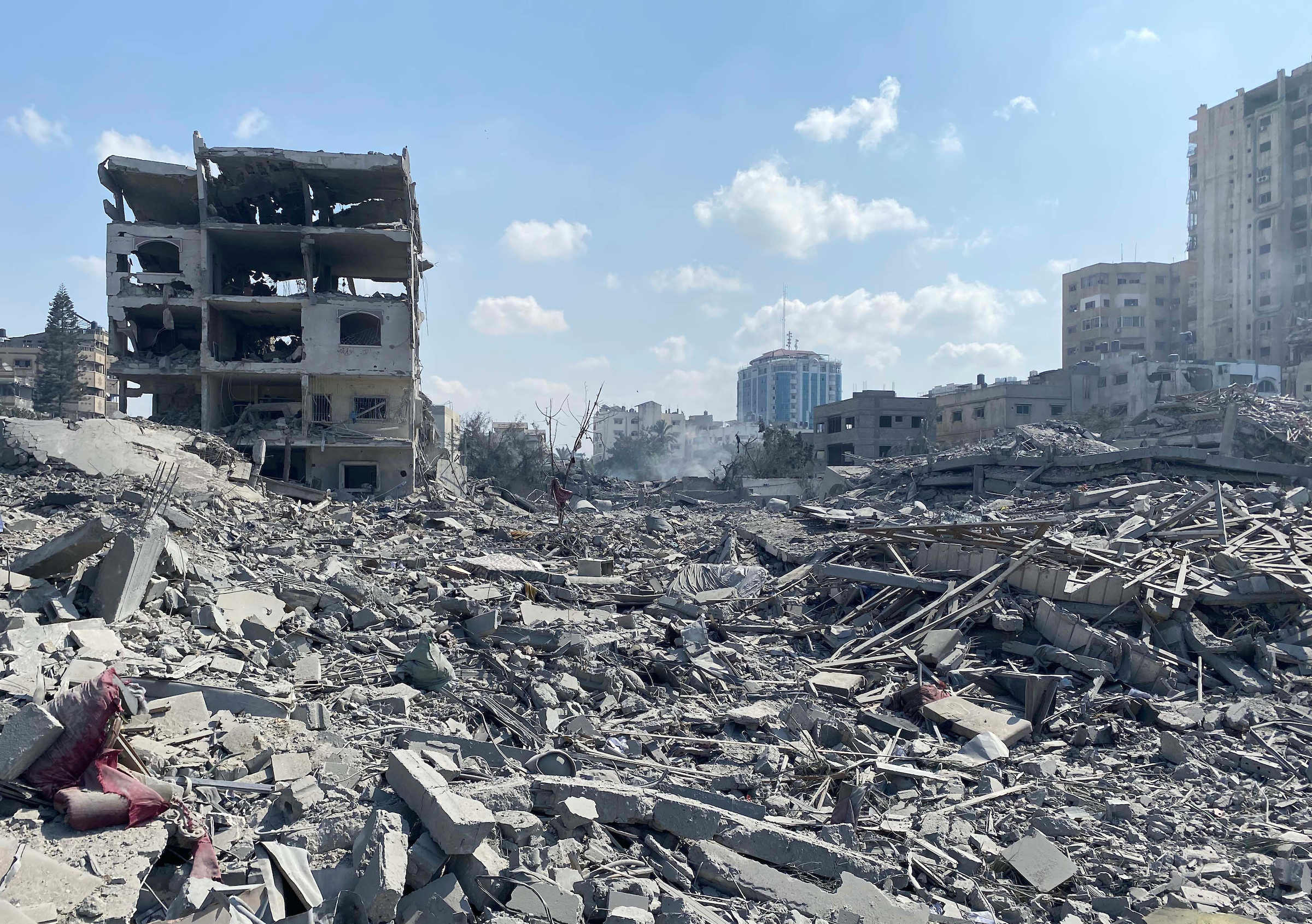
Dommages causés par une frappe aérienne israélienne sur le quartier de Rimal dans la ville de Gaza, octobre 2023.

Le 1er novembre, Israël bombarde l'une des dernières boulangeries de la ville de Gaza et d'autres ont notamment détruit les bateaux de pêche et le port de Gaza,.
Le 17 novembre, des dizaines de personnes sont tuées après une frappe aérienne contre l'école al-Falah, dans le quartier de Zaytoun,.
Dans le nord de la bande de Gaza, y compris Gaza-ville, le nombre de bâtiments endommagés ou détruits atteint 80 %,. De Zaytoun, l'un des quartiers les plus densément peuplés de Gaza avant la guerre, il ne reste que des ruines. En mars 2024, un habitant décrit la situation actuelle : « Des destructions à grande échelle, au-delà de toute description. Nos maisons ont été détruites. Il ne reste plus rien de nos biens ».

### Famine
La ville de Gaza étant isolée du reste de la bande de Gaza, celle-ci est frappée par une grave famine. Cette situation est aggravée par les bombardements israéliens, ayant entraîné la détérioration des infrastructures et des services de base. Les frappes aériennes ont détruit les infrastructures alimentaires, telles que les boulangeries et les minoteries, provoquant une pénurie généralisée de produits de première nécessité en raison du blocus prolongé de Gaza. Cette situation provoque la famine pour plus d'un demi-million de Gazaouis et s'inscrit dans une crise humanitaire plus vaste. Dans le nord de la bande de Gaza, un tiers des enfants de moins de deux ans souffrent de malnutrition aiguë.
En février, en raison de la diminution des réserves alimentaires, les éleveurs palestiniens ont dû abattre des chevaux pour nourrir la population locale.
Le 29 février 2024, lors d'une une émeute de la faim, plus de 118 palestiniens meurent et plus de 760 sont blessés autour d'un convoi humanitaire dans la rue Al-Rashid dans la ville de Gaza,. Cet incident a lieu alors que de nombreux gazaouites pillent le convoi humanitaire, dans une situation de disette voire de famine organisée par les forces israéliennes. L'armée israélienne reconnait des « tirs limités » par des soldats israéliens se sentant « menacés », mais une équipe de l'ONU ayant visité le lendemain du drame l'hôpital Al-Shifa de Gaza, qui a accueilli un grand nombre de blessés, déclare avoir vu « un grand nombre de blessures par balles ». D'autres ont été victimes du mouvement de foule, certains auraient péri écrasés par les camions d'aide humanitaire.

## Réactions
- Israël : le Premier ministre israélien Benyamin Netanyahou, qui a précédemment rejeté les appels à un cessez-le-feu, annonce « Nous avançons... rien ne nous arrêtera », tout en s'engageant à détruire le régime du Hamas dans la bande de Gaza[13].
- Hezbollah : le secrétaire général du Hezbollah, Hassan Nasrallah, avertit les États-Unis dans un discours que la prévention d'un conflit régional dépend de la fin des bombardements israéliens sur Gaza, et menace que les affrontements le long de la frontière israélo-libanaise peuvent dégénérer en une guerre à grande échelle. Il laisse également entendre que le Hezbollah est prêt à affronter les navires de guerre américains en Méditerranée orientale[128].
- Nations unies : le Haut-commissaire de l'ONU exprime sa préoccupation quant au fait que les « attaques disproportionnées d'Israël... pourraient constituer des crimes de guerre »[129].
- États-Unis : le président américain Joe Biden déclare lors d'un discours : « Je pense que nous avons besoin d'une pause »[129].
- Russie : le président russe Vladimir Poutine critique ceux qui restent silencieux face à l'escalade des souffrances et déclare que seules les personnes au « cœur de pierre » peuvent rester indifférentes, en particulier face au sort des enfants de la région[130].
- Algérie : [non-confirmé] le Parlement algérien vote à l'unanimité pour autoriser le président Abdelmadjid Tebboune à entrer militairement en guerre aux côtés de la Palestine mais plusieurs sources affirment que cette information est fausse car l’armée de l’air et la marine algérienne n’ont pas la capacité de rentrer en guerre contre Tsahal qui dispose d’une armée de l’air plus moderne, sophistiquée et surtout soutenu par les États-Unis qui disposent de plusieurs navires en Méditerranée orientale. L'Algérie est le deuxième pays arabe cherchant à entrer en guerre contre Israël, après la déclaration de guerre du Yémen à Israël deux jours auparavant[131],[132].
- Émirats arabes unis : les Émirats arabes unis avertissent qu’il existe un risque de débordement régional de la guerre à Gaza, tout en travaillant « sans relâche » pour obtenir un cessez-le-feu humanitaire[133].
- Arabie saoudite : l'Arabie saoudite annonce une campagne gouvernementale visant à collecter de l'aide humanitaire pour Gaza, qui permet de récolter plus de 60 000 dons d'une valeur de 17 millions de dollars au cours des premières heures. Le roi Salmane fait un don de 8 millions de dollars, tandis que le prince héritier Mohammed ben Salmane fait un don d'environ 5,3 millions de dollars. Les responsables saoudiens publient des déclarations condamnant le bombardement israélien de Gaza, appelant de toute urgence à un cessez-le-feu et à la création d'un État palestinien[134].
- Oman : le ministère des Affaires étrangères d'Oman exige la création d'un tribunal international pour enquêter sur les crimes de guerre commis par Israël à Gaza. Le ministère appelle également à « la poursuite des criminels de guerre dans tous les massacres commis » et condamne les attaques contre deux écoles abritant des civils, l'entrée d'un hôpital et un réservoir d'eau public au cours des dernières 24 heures[19].
- Turquie : le président turc Recep Tayyip Erdogan annonce rompre tout contact avec Benjamin Netanyahu en raison des actions d'Israël à Gaza. Erdogan déclare : « Netanyahu n'est plus quelqu'un à qui nous pouvons parler. Nous l'avons écarté »[19].
- Honduras : le président hondurien Xiomara Castro rappelle son ambassadeur en raison de « la grave situation humanitaire dont souffre la population civile palestinienne dans la bande de Gaza ». Le ministère israélien des Affaires étrangères critique cette décision et déclare que celui-ci ignore le droit d’Israël à se défendre contre le Hamas[19].
- Qatar : le ministère qatari des Affaires étrangères condamne fermement le bombardement israélien de l'école et de l'hôpital Al-Fakhoora à Gaza[20].
- Afrique du Sud : Le président sud-africain Cyril Ramaphosa, accuse Israël de « crimes de guerre » et « génocide » à Gaza. Et demande un cessez-le-feu, le déploiement d’une force rapide de l’ONU pour « surveiller la cessation des hostilités » et « protéger les civils »[135].